# 瑟诺
瑟诺（法語：Senots，法語發音：[səno]）是法国瓦兹省的一个市镇，属于博韦区。

## 地理
瑟诺（49°15'50"N, 1°59'32"E）面积6.25 平方千米，位于法国上法蘭西大區瓦兹省，该省份为法国北部内陆省份，北起索姆省，西接厄尔省和滨海塞纳省，南至塞纳-马恩省和瓦兹河谷省，东临埃纳省。
与瑟诺接壤的市镇（或旧市镇、城区）包括：弗雷讷莱吉永、伊夫里勒唐普勒、普伊、蒙舍夫勒伊、圣克雷潘-伊布维莱尔。

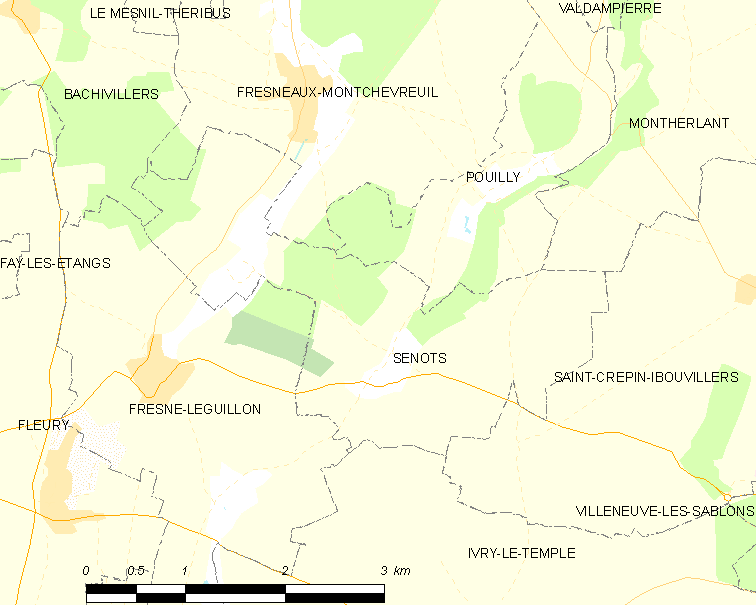
瑟诺的OSM定位图

瑟诺的时区为UTC+01:00、UTC+02:00（夏令时）。

## 行政
瑟诺的邮政编码为60240，INSEE市镇编码为60613。

## 政治
瑟诺所属的省级选区为韦克桑地区肖蒙县。

## 人口

1962-2008年间瑟诺人口变化图示

瑟诺于2022年1月1日时的人口数量为351人。